# Sandwick Beck
Der Sandwick Beck ist ein Fluss im Lake District, Cumbria, England. Der Sandwick Beck entsteht aus dem Zusammenfluss von Boredale Beck und Howegrain Beck. Der Sandwick Beck mündet in den See Ullswater an dessen südöstlichem Ufer.